# Larry Smith (Saxophonist)
Larry Smith (* 1943 in Aliquippa, Pennsylvania; † 6. Mai 2023) war ein US-amerikanischer Jazz-Saxophonist, der vorwiegend in der Detroiter Musikszene aktiv war.

## Leben und Wirken
Smith wurde durch die Jazzplatten seines Onkels auf den Bebop Charlie Parkers und Dizzy Gillespies aufmerksam und begann mit 15 Jahren, als Musiker im nahen Pittsburgh aufzutreten; sein Mentor war Sonny Stitt. 1961 zog er nach New York, wo er u. a. mit Shirley Scott, Joe Chambers und Rahsaan Roland Kirk spielte. In Detroit arbeitete er u. a. mit James Carter, bei dessen späteren Alben Conversin' with the Elders (1996) und Live at Baker’s Keyboard Lounge (2004) er mitwirkte. In den 1980er-Jahren spielte er in der Soul-Funk-Formation The Smithcox Organization. 1985 trat er erneut mit Sonny Stitt eine Woche vor dessen Tod in New Yorker Club Sweet Basil auf. 1999 nahm er in Mailand für Philology mit Franco D’Andrea das Duoalbum Angel Eyes auf.
Im Jahr 2003 konzertierte Smith im Village Vanguard, bevor ein Schlaganfall seine Karriere unterbrach. Er trat dann wieder regelmäßig im Jazzclub Bert’s Marketplace am Eastern Market auf. 2006 spielte er in St. Louis in der Band des Trompeters Jim Manley (Splendor in the Brass II). Im Bereich des Jazz war er laut Tom Lord zwischen 1995 und 2009 an acht Aufnahmesessions beteiligt, zuletzt mit Randy Holmes Hard Bop Heritage Sextet. 2011 präsentierte er sein Quartett mit Doug Hammond, Kirk Lightsey und Aaron James auf dem INNtöne Jazzfestival.

## Diskographische Hinweise
- Manhattan Rhythm Featuring The Smithcox Organization (1983)